# Dagmar Gloatz
Dagmar Gloatz (* 22. Oktober 1936 in Berlin) ist eine ehemalige deutsche Politikerin (CDU).

## Leben
Dagmar Gloatz absolvierte nach dem Schulbesuch ein Fachhochschulstudium Grafik und Buchgewerbe mit Abschluss als Diplom-Designerin 1958.

## Politik und Partei
Gloatz gehörte für die CDU von 1979 bis 1981 und erneut von 1985 bis 1991 der Bezirksverordnetenversammlung Charlottenburg an. Im Berliner Abgeordnetenhaus erhielt sie 1991 ein Mandat, das sie bis 1999 innehatte. Sie war dort stellvertretende Vorsitzende des Petitionsausschusses.
Gloatz ist seit 1973 CDU-Mitglied.